# Sanluri
Sanluri is een stad op Sardinië, Italië. De stad ligt in het zuidwesten van het eiland en in de provincie Zuid-Sardinië.
Sanluri is een belangrijk agrarisch centrum voor de vlakte van de Campidano. Het belangrijkste bouwwerk van de plaats is het 12e-eeuwse Castello di Eleonora D'Arborea dat een grote rol speelde tijdens de Slag van Sanluri in 1436. De zware strijd tussen de Sardijnen en het Siciliaans-Spaanse leger werd door de laatsten gewonnen en betekende het einde van de Sardijnse onafhankelijkheid. Het kasteel is in particulier bezit en wordt nog steeds bewoond.

## Bezienswaardigheden
- Kasteel van Eleonora d'Abrorea
- Kerk "Nostra Signora delle grazie"

## Geboren
- Renato Soru (1957), ondernemer en politicus